# Lepidium puberulum
Lepidium puberulum är en korsblommig växtart som beskrevs av Aleksandr Andrejevitj Bunge. Lepidium puberulum ingår i släktet krassingar, och familjen korsblommiga växter. Inga underarter finns listade i Catalogue of Life.